# Mikkel Bjerg
Mikkel Bjerg, né le 3 novembre 1998 à Copenhague, est un coureur cycliste danois, membre de l'équipe UAE Emirates. Spécialiste du contre-la-montre, il est triple  champion du monde du contre-la-montre espoirs en 2017, 2018 et 2019.

## Biographie
En 2016, pour sa deuxième année chez les juniors, il est champion du Danemark du contre-la-montre juniors, vainqueur d'une étape et du général de Aubel-Thimister-La Gleize et deuxième du Tour de l'Abitibi. En fin de saison, il est vice-champion du monde du contre-la-montre juniors derrière Brandon McNulty à Doha.
En 2017, pour sa première année chez les moins de 23 ans avec l'équipe danoise Continental Giant-Catselli, il devient champion du monde contre-la-montre espoirs à Bergen de plus d'une minute d'avance sur Brandon McNulty. À domicile, il est vice-champion d'Europe du contre-la-montre espoirs derrière son compatriote Kasper Asgreen et troisième du championnat du Danemark du contre-la-montre. deuxième du Chrono des Nations-Les Herbiers-Vendée derrière son compatriote Martin Toft Madsen et devant le champion d'Europe 2016 du contre-la-montre Jonathan Castroviejo. Le 7 octobre, il bat de plus de trois kilomètres le record du Danemark de l'heure détenu par Ole Ritter depuis 43 ans. À 19 ans, il réalise 52,311 kilomètres en une heure, contre 48,879 kilomètres pour Ritter. Son record est battu le 11 janvier 2018 par Martin Toft Madsen qui réalise 52,324 kilomètres.
En 2018, il rejoint l'équipe continentale professionnelle américaine Hagens Berman-Axeon, une équipe de développement gérée par Axel Merckx. Fin septembre, il décroche un deuxième titre mondial du contre-la-montre espoirs, avec plus de trente secondes d'avance sur le deuxième. Il devient le premier coureur à conserver son titre dans la catégorie. Il annonce dans la foulée qu'il continue en 2019 au sein de l'équipe Hagens Berman-Axeon et qu'il souhaite battre le record du Danemark de l'heure en octobre. Il réalise 53,730 kilomètres le 4 octobre, soit un nouveau record du Danemark de l'heure. Il s'agit également du deuxième meilleur temps de l'histoire derrière Bradley Wiggins et ses 54,526 kilomètres. En 2019, il gagne le Triptyque des Monts et Châteaux et termine deuxième du championnat d'Europe du contre-la-montre espoirs et du championnat du Danemark du contre-la-montre espoirs, à chaque fois derrière son compatriote Johan Price-Pejtersen. Le 13 août 2019, son record de l'heure du Danemark est battu de 245 mètres par Martin Toft Madsen qui réalise 53,975 kilomètres. En fin de saison 2019, il est pour la troisième fois champion du monde du contre-la-montre espoirs.

### UAE Emirates

#### Saison 2020
En 2020, il rejoint l'équipe World Tour UAE Emirates. Il débute en compétition sous ses nouvelles couleurs sur le Tour Down Under où ses coéquipiers Jasper Philipsen et Diego Ulissi se distinguent, le belge réalise quatre tops 5 et l'italien termine 2e du classement général. Il enchaîne par le Tour de l'Algarve où il prend la 11e place de la cinquième étape, un contre-la-montre. Il participe au week-end d'ouverture des classiques belges, Circuit Het Nieuwsblad et Kuurne-Bruxelles-Kuurne (abandon sur les deux épreuves), avant que la saison ne soit suspendue à cause de la pandémie de Covid-19.
Il reprend la compétition en août sur le Tour de l'Ain. En octobre, il est retenu pour prendre part au Tour d'Italie en tant que membre du train de Fernando Gaviria. Il se distingue dès la première étape, 3e du contre-la-montre inaugural. Échappé lors de la neuvième étape, il termine une seconde fois 3e d'étape. Lors du deuxième contre-la-montre proposé sur l'épreuve, il se classe 14e. Il clôt son premier Grand Tour par une 27e place sur le contre-la-montre final et par une 97e place au classement général. 

#### Saison 2021
Pour sa deuxième saison au sein de l'équipe émiratie, c'est encore dans l'effort solitaire qu'il décroche son premier résultat, 3e du contre-la-montre proposé sur l'UAE Tour. De retour en Europe, il se classe 11e de la Nokere Koerse puis 15e de la Bredene Koksijde Classic. Il dispute sa première campagne de Classiques, prenant le départ de la Classic Bruges-La Panne (34e), de l'E3 Classic (33e), du Tour des Flandres (abandon) et de l'Amstel Gold Race (79e). Il découvre ensuite les routes du Critérium du Dauphiné où il se classe 15e du contre-la-montre (4e étape) et est échappé lors de la 7e étape. Il est sélectionné pour participer à son premier Tour de France où son équipe doit défendre le titre de Tadej Pogačar acquis la saison précédente. Malgré son rôle d'équipier, il parvient tout de même à se distinguer dans sa spécialité, les contre-la-montres, 11e de celui proposé lors de la 5e étape puis 7e lors du second, à la veille de l'arrivée sur les Champs-Élysées.  

#### Saison 2022
Bjerg participe au Tour de Slovénie 2022 en guise de préparation au Tour de France où sa participation en tant qu'équipier de Tadej Pogačar est prévue. Il doit renoncer à prendre le départ de la troisième étape en raison d'un test positif au SARS-CoV-2.
En août 2022, UAE Emirates annonce la prolongation du contrat de Bjerg jusqu'en fin d'année 2024.

#### Saison 2023
Il remporte la 4e étape disputée contre-la-montre du Critérium du Dauphiné 2023 devant son compatriote Jonas Vingegaard et s'empare du maillot jaune.

## Vie privée
Depuis 2018, Mikkel Bjerg est en couple avec la cycliste Emma Norsgaard Jørgensen. En octobre 2021, le couple s'est marié.

## Palmarès sur route

### Par année
- 2016

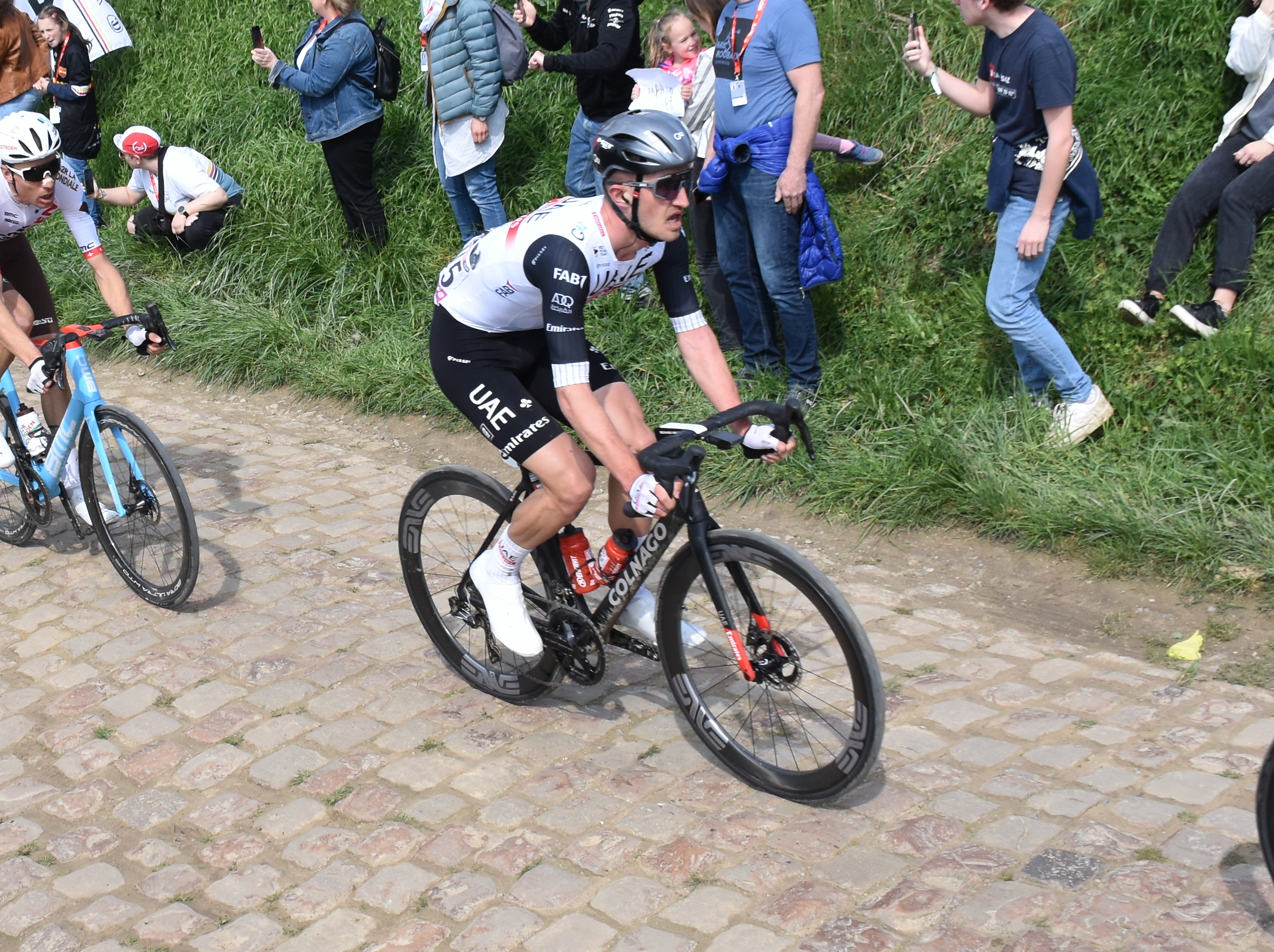
Paris-Roubaix 2023 - Secteur pavé de Quiévy à Saint-Python - N° 145 Mikkel Bjerg.

  -  Champion du Danemark du contre-la-montre juniors
  - 7e étape du Tour de l'Abitibi
  - Aubel-Thimister-La Gleize :
    - Classement général
    - 2ea étape (contre-la-montre par équipes)

  - 2e du Tour de l'Abitibi
  -  Médaillé d'argent du championnat du monde du contre-la-montre juniors
- 2017
  -  Champion du monde du contre-la-montre espoirs
  -  Champion du Danemark du contre-la-montre par équipes
  - 2e du championnat du Danemark du contre-la-montre espoirs
  -  Médaillé d'argent du championnat d'Europe du contre-la-montre espoirs
  - 2e du Duo normand (avec Mathias Norsgaard)
  - 2e du Chrono des Nations-Les Herbiers-Vendée
  - 3e du championnat du Danemark du contre-la-montre
- 2018
  -  Champion du monde du contre-la-montre espoirs
  - Dorpenomloop Rucphen
  - 4e étape du Tour de l'Avenir (contre-la-montre par équipes)
  - 2e du championnat du Danemark du contre-la-montre
  - 2e du Hafjell GP
  - 2e du Chrono champenois
  - 2e du Chrono des Nations-Les Herbiers-Vendée
- 2019
  -  Champion du monde du contre-la-montre espoirs
  - Classement général du  Triptyque des Monts et Châteaux
  - Hafjell TT
  - Chrono champenois
  -  Médaillé d'argent du championnat d'Europe du contre-la-montre espoirs
  - 2e du  championnat du Danemark du contre-la-montre espoirs
  - 8e du championnat du monde sur route espoirs
- 2021
  - 2e du championnat du Danemark du contre-la-montre
- 2022
  - 4e du championnat d'Europe du contre-la-montre
- 2023
  - 4e étape du Critérium du Dauphiné (contre-la-montre)
  - 3e du championnat du Danemark du contre-la-montre
  - 4e du championnat d'Europe du contre-la-montre
  - 6e de Gand-Wevelgem
  - 9e du championnat du monde du contre-la-montre
- 2024
  - 4e du Tour des Flandres
  - 10e du contre-la-montre des Jeux olympiques

### Résultats sur les grands tours

#### Tour de France
3 participations
- 2021 : 110e
- 2022 : 124e
- 2023 : 123e

#### Tour d'Italie
2 participations
- 2020 : 97e
- 2024 : 108e

### Classements mondiaux
| Année                                 | 2017 | 2018 | 2019 | 2020 | 2021 | 2022 | 2023 | 2024 |
| ------------------------------------- | ---- | ---- | ---- | ---- | ---- | ---- | ---- | ---- |
| Classement mondial                    | 255e | 229e | 162e | 616e | 396e | 598e | 129e | 111e |
| UCI Europe Tour                       | 233e | 190e | 134e | 502e | 327e | 462e | nc   | 90e  |
|                                       |      |      |      |      |      |      |      |      |
| Légende : nc = non classéSource : UCI |      |      |      |      |      |      |      |      |

## Palmarès sur piste
- 2014
  - 2e du championnat du Danemark du scratch juniors
  - 3e du championnat du Danemark de poursuite individuelle juniors
- 2015
  -  Champion du Danemark de poursuite par équipes juniors (avec Rasmus Lund, Niklas Larsen et Anders Mielke)
- 2016
  - 3e du championnat du Danemark de poursuite par équipes juniors
- 2017
  -  Champion du Danemark de poursuite par équipes (avec Casper von Folsach, Casper Pedersen et Rasmus Christian Quaade)
- 2018
  -  Champion du Danemark du kilomètre
  -  Champion du Danemark de poursuite individuelle